# Hugo Ramos Lescano
Hugo León Ramos Lescano (Pachacámac, 3 de julio de 1965) es un tecnólogo médico y político peruano. Ejerció como alcalde del distrito de Pachacámac desde junio del 2007 hasta diciembre del 2018.

## Biografía
Nació en el Distrito de Pachacámac, ubicado en la ciudad de Lima, el 3 de julio de 1965. Es hijo de Julian Ramos Lévano y de Juana Lescano Campos.
Realizó sus estudios primarios en el I.E. 6007 y los secundarios en el I.E. Isaías Ardíles. Estudió la carrera de Tecnología Médica en la faculta de Medicina de la Universidad Nacional Mayor de San Marcos y también tiene un estudio de postgrado en la Universidad Nacional Federico Villarreal.
Laboró como tecnólogo médico en clínicas y centros de salud.

## Labor política
En sus inicios en la política se desempeñó como regidor del Municipio de Pachacámac bajo las filas de Somos Perú en 1999. Intentó ser alcalde en las elecciones municipales del 2002 por el partido Renacimiento Andino donde no logró ser electo.

### Alcalde de Pachacámac
En las elecciones municipales del 2006, se afilió a Unidad Nacional y postuló a la alcaldía donde resultó elegido como alcalde del distrito de Pachacámac para el periodo municipal 2007-2010.
Fue reelegido en las elecciones del 2010 por el partido Restauración Nacional y luego en las elecciones del 2014 como miembro de Solidaridad Nacional.
En su gestión como alcalde invirtió más de S/. 7 millones en obras viales y fue nombrado como presidente de la Asociación de Municipalidades del Área Sur de Lima (AMASUR) por la entonces alcaldesa Susana Villarán.
Se afilió al partido Podemos Perú y postuló al Congreso de la República en las elecciones parlamentarias del 2020, sin embargo, no resultó elegido y de igual manera en su última candidatura al municipio de Pachacámac en las elecciones del 2022 donde quedó en el tercer lugar de las preferencias.